# Olga Golodets
Pour les articles homonymes, voir Golodets.
Olga Iourievna Golodets (en russe : Ольга Юрьевна Голодец), née le 1er juin 1962 à Moscou (RSFSR, URSS), est une femme politique russe, vice-Premier ministre pour les Affaires sociales dans le gouvernement de Dmitri Medvedev de 2012 à 2020.

## Formation
En 1984, Olga Golodets sort diplômée de la faculté d'économie de l’université d'État Lomonossov de Moscou, avec le grade universitaire de docteur (Кандидат наук) en économie.

## Carrière
En 1984, Olga Golodets travaille d’abord au sein du laboratoire central de recherche de l’Institut du travail, et à l’Institut des problèmes d’emploi de l’Académie des sciences, où elle œuvre en collaboration avec des universités de pays étrangers. Puis, en 1999, elle est nommée directrice des programmes sociaux de la fondation « Reformugol », organisation visant à promouvoir des accords entre le gouvernement de la fédération de Russie et la Banque mondiale.
De 1999 à 2001, puis de 2001 à 2008, Olga Golodets est adjointe au directeur général chargé du personnel et des politiques publiques pour l'entreprise publique « Norilsk Nickel », leader mondial de l’extraction de nickel. En 2001, elle est nommée adjointe du gouverneur du District dolgano-nénètse du Taïmyr chargé des questions sociales. De 2008 à 2010, elle dirige le comité interdisciplinaire d'unification des employeurs, fabricants de nickel et de métaux précieux d'une part, et préside le conseil d'administration de la compagnie d'assurance « Soglassie » (Consentement) d'autre part. Le 2 décembre 2010, elle obtient le poste d’adjointe au maire de Moscou à l'éducation et aux questions de santé publique. Le 30 décembre 2011, l'adjoint au maire de Moscou lui confie les questions sociales, élargissant ainsi considérablement l'étendue ses responsabilités, aux dépens de Ludmila Chvetsova, ancienne titulaire de la fonction. Olga Golodets conserve ces fonctions jusqu’au 21 mai 2012, jour où elle entre dans le gouvernement de Dmitri Medvedev au poste de vice-présidente du gouvernement chargée des Affaires sociales. 
Olga Golodets est, par ailleurs, l’auteur de plus d’une trentaine d’ouvrages scientifiques, ainsi qu’une actrice importante dans le cadre de projets, nationaux et internationaux, touchant à la sphère des ressources humaines, et au développement des rapports sociaux dans le monde du travail.

## Sources
- (ru) Cet article est partiellement ou en totalité issu de l’article de Wikipédia en russe intitulé « Голодец, Ольга Юрьевна » (voir la liste des auteurs).

1. ↑  Par intérim du 15 au 21 janvier 2020.